# 拳皇'95
《拳皇'95》是SNK开发的格斗游戏，也是拳皇系列首作《拳皇'94》的续作。本作最初在1995年于日本登陆Neo Geo的街机系统，并移植至包括Neo Geo AES和Neo Geo CD在内的Neo Geo家用机，随后十余年间以多种形式分别移植至PlayStation、世嘉土星、Game Boy、PlayStation 2、PlayStation Portable和Wii平台在日本和欧美各地发行。
本作「自由編制個人隊伍」，GC防禦取消。系列第二主角人氣角色八神庵首次登場。這次作品招式簡單、直接，但人工智能（AI）操控的每位角色攻擊力都极強，常發生逆轉的情形。

## 剧情
主角為三神器的後代，持有草薙家火焰的天才格鬥家，身份為草薙家年輕當家草薙京。事源於大蛇一族意圖復活他們的主、地球的意志之一「大蛇」，並令世界再生，意味著世界毀滅。
有名的綜合格鬥家路卡爾·班舒泰爾（Rugal Bernstein）再次舉辦拳皇大賽，主角草薙京與兩名好友二階堂紅丸及大門五郎再度組隊參賽。另一位三神器後代的八神家年輕當家八神庵組織了勁敵隊參賽，兩位背負宿命的年輕當家首度碰面在大賽對戰。大賽後期草薙柴舟受到控制與草薙京對決，草薙京擊敗了父親令他恢復意識。後來亦擊敗舉辦賽事的路卡爾，他道出了自己使用了大蛇之力，最後因力量失控自取滅亡。最後草薙柴舟因將他打敗之事而承認草薙京實力，將草薙家的當家之位傳給草薙京。主人公队*

## 角色
| 登場隊伍              | 登場隊伍                      | 登場隊伍                       | 登場隊伍                      |
| 隊名                  | 成員                          | 成員                           | 成員                          |
| --------------------- | ----------------------------- | ------------------------------ | ----------------------------- |
| 主人公隊              | 草薙 京（KYO KUSANAGI）       | 二階堂 紅丸（BENIMARU NIKADO） | 大門 五郎（GORO DAIMON）      |
| 勁敵隊                | 八神 庵（IORI YAGAMI）        | 如月 影二（EIJI KISARAGI）     | 比利・卡（BILLY KANE）        |
| 餓狼傳說隊            | 泰利・波格（TERRY BOGARD）    | 安迪・波格（ANDY BOGARD）      | 東丈（JOE HIGASHI）           |
| 龍虎之拳隊            | 坂崎 獠（RYO SAKAZAKI）       | 羅拔・嘉西亞（ROBERT GARCIA）  | 坂崎 琢磨（TAKUMA SAKAZAKI）  |
| 超能力戰士隊          | 麻宮 雅典娜（ATHENA ASAMIYA） | 椎拳崇（SIE KENSOU）           | 鎮元齋（CHIN GENTSAI）        |
| 怒隊                  | 海頓（HEIDERN）               | 拉爾夫・鍾斯（RALF JONES）     | 克拉克・史超（CLARK STEEL）   |
| 跆拳道隊              | 金家藩 （KIM KAPHWAN）        | 陳國漢（CHANG KOEHAN）         | 蔡寶奇（CHOI BOUNGE）         |
| 女性格鬥家隊          | 坂崎 百合（YURI SAKAZAKI）    | 不知火 舞（MAI SHIRANUI）      | 瓊（KING）                    |
| 中BOSS （隱藏人物）   | 草薙 柴舟（SAISHU KUSANAGI）  | 草薙 柴舟（SAISHU KUSANAGI）   | 草薙 柴舟（SAISHU KUSANAGI）  |
| 最終BOSS （隱藏人物） | 歐米茄・盧卡爾（OMEGA RUGAL） | 歐米茄・盧卡爾（OMEGA RUGAL）  | 歐米茄・盧卡爾（OMEGA RUGAL） |